# Genexus (album de Fear Factory)
Pour les articles homonymes, voir Genexus.
Albums de Fear Factory
The Industrialist
(2012)
Genexus est le neuvième album du groupe américain Fear Factory, sorti en 2015.

## Liste des chansons
| Genexus | Genexus                  | Genexus | Genexus | Genexus | Genexus | Genexus | Genexus | Genexus | Genexus |
| No      | Titre                    | Durée   |         |         |         |         |         |         |         |
| ------- | ------------------------ | ------- | ------- | ------- | ------- | ------- | ------- | ------- | ------- |
| 1.      | Autonomous Combat System | 5:28    |         |         |         |         |         |         |         |
| 2.      | Anodized                 | 4:47    |         |         |         |         |         |         |         |
| 3.      | Dielectric               | 4:19    |         |         |         |         |         |         |         |
| 4.      | Soul Hacker              | 3:12    |         |         |         |         |         |         |         |
| 5.      | ProtoMech                | 4:56    |         |         |         |         |         |         |         |
| 6.      | Genexus                  | 4:48    |         |         |         |         |         |         |         |
| 7.      | Church of Execution      | 3:21    |         |         |         |         |         |         |         |
| 8.      | Regenerate               | 4:02    |         |         |         |         |         |         |         |
| 9.      | Battle for Utopia        | 4:14    |         |         |         |         |         |         |         |
| 10.     | Expiration Date          | 8:48    |         |         |         |         |         |         |         |
| 47:55   |                          |         |         |         |         |         |         |         |         |

| 11. | Mandatory Sacrifice |  | 5:43 |
| 12. | Enhanced Reality    |  | 5:36 |

| 13. | Maximum Voltage Capacitor (Dielectric Remix) |  |  |